# Kościół Matki Bożej Śnieżnej w Rzeszowie-Budziwoju (stary)
Kościół Matki Bożej Śnieżnej – dawny kościół parafialny należący do parafii Matki Bożej Śnieżnej w Rzeszowie-Budziwoju. Znajduje się w dawnej wsi Budziwój, od 2010 roku dzielnicy Rzeszowa.
Prace budowlane zostały rozpoczęte w 1905 roku. Świątynię zaprojektował inżynier Adolf Sumper z Rzeszowa. Na polecenie biskupa przemyskiego Józefa Sebastiana Pelczara budowla została uroczyście poświęcona w dniu 5 sierpnia 1907 roku i oddana do użytku wiernych. Kościół był niewielkich rozmiarów. Na prośbę wiernych z Budziwoja w styczniu 1921 roku biskup Józef Sebastian Pelczar utworzył w Budziwoju ekspozyturę parafii w Tyczynie. Wkrótce w Budziwoju została utworzona samodzielna parafia. W latach 1961–1962 świątynia została rozbudowana. Do 2002 roku kościół pełnił funkcję kościoła parafialnego, ponieważ w latach 1999-2002 została wzniesiona nowa świątynia. 3 marca 2021 roku wewnątrz kościoła zniszczono dekoracje dwóch ołtarzy oraz ławki stojące w nawie głównej. 